# 2-ра зенитно-ракетна бригада
2-ра зенитно-ракетна бригада е военно формирование на Българската армия, съществувало в периода 1961 – 2007 г.

## История
Създадена е в изпълнение на МЗ №0334/12 октомври 1961 г. на основание на разформироването на 65-и зенитен полк. Основната мисия на бригадата е да осигурява противовъздушната отбрана на град Пловдив, промишления район на Димитровград и сухопътните части в района. Бригадата се състои от пет огневи и едно техническо поделение въоръжени със зенитно-ракетни комплекси SA-2 ”Двина”. На 27 октомври 1962 г. бригадата получава първото си бойно знаме. Днес то се съхранява в Авиационния музей в Крумово. На 5 септември 2001 г. бригадата получава ново бойно знаме. Бригадата е закрита на 1 юли 2007 г.
През юни 1962 г. бригада провежда първата си бойна стрелба на полигона „Ашулук“ в СССР. Общо бригадата провежда 21 бойни стрелби, от които 16 с оценка „отличен“ и пет с оценка „добър“. Била е част от Първа дивизия ПВО. В по-ново време се влива в 1-ва зенитно-ракетна бригада, Божурище.
Поделение на БНА – 22 650
Позивна – Звезда. Към 2000г към 2 – ра зенитно ракетна бригада са поделенията на ЗРВ намиращи на авиобаза Чешнегирово с номера 38340 и 34540- Садово, което е Учебен център за подготовка на новобранци и които поделения за закрити заедно авиобаза Чешнегирово през 2002 г.
Официална легитимация на щаба в с. Труд – Нещатна школа за свързочници

## Въоръжение
Бригадата е била въоръжена със зенитно-ракетни комплекси С-75 и С-125.

## Командири
- Полковник Стоян Шиндаров 1961 – 1968 г.
- Полковник Атанас Бобчев 1968 – 1979 г.
- Полковник Петко Гочев 1979 – 1986 г.
- Полковник Владимир Ников 1986 – 1992 г.
- Полковник Калин Халачев 1992 – 1999 г.
- Бригаден генерал Йохан Петков 2000 – 12 май 2004 г.
- Полковник Иван Андреев 2004 – 2007 г.